# Halticoptera aureola
Halticoptera aureola är en stekelart som beskrevs av Graham 1972. Halticoptera aureola ingår i släktet Halticoptera och familjen puppglanssteklar.
Artens utbredningsområde är Sverige. Arten är reproducerande i Sverige. Inga underarter finns listade i Catalogue of Life.